# ناورو فيرست
ناورو فيرست (بالإنجليزية: Nauru First)‏ هو حزب سياسي ناوروني، أسس في 2003.

## أعضاء بارزون
- كود سباركل
- تحديث القائمة

- سبرنت دابيدو
- فريدي بيتشر
- Kieren Keke
- مارلين موسى
- David Adeang
- رولاند كون (سياسي)
- Riddell Akua